# Легка атлетика на літніх Олімпійських іграх 1984
Змагання з легкої атлетики на літніх Олімпійських іграх 1984 були проведені з 3 по 11 серпня в Лос-Анджелесі.

## Призери

### Чоловіки
| Дисципліни                               | Золото | Золото      | Срібло                                                                       | Срібло   | Бронза                                                            | Бронза   |
| ---------------------------------------- | --- | ----------- | ---------------------------------------------------------------------------- | -------- | ----------------------------------------------------------------- | -------- |
| 100 метрів (вітер: 0,2 м/с)              | Карл Льюїс · США                                                                                               | 9,99        | Сем Гредді · США                                                             | 10,19    | Бен Джонсон · Канада                                              | 10,22    |
| 200 метрів (вітер: -0,9 м/с)             | Карл Льюїс · США                                                                                               | 19,80 OR    | Кірк Баптіст · США                                                           | 19,96    | Томас Джефферсон · США                                            | 20,26    |
| 400 метрів                               | Алонзо Бейберс · США                                                                                           | 44,27       | Габріель Тіако · Кот-д'Івуар                                                 | 44,54    | Антоніо Маккей · США                                              | 44,71    |
| 800 метрів                               | Жуакін Крус · Бразилія                                                                                         | 1.43,00 OR  | Себастьян Коу · Велика Британія                                              | 1.43,64  | Ерл Джонс · США                                                   | 1.43,83  |
| 1500 метрів                              | Себастьян Коу · Велика Британія                                                                                | 3.32,53 OR  | Стів Крем · Велика Британія                                                  | 3.33,40  | Хосе Мануель Абаскаль · Іспанія                                   | 3.34,30  |
| 5000 метрів                              | Саїд Ауїта · Марокко                                                                                           | 13.05,59 OR | Маркус Ріффель · Швейцарія                                                   | 13.07,54 | Антоніо Лейтан · Португалія                                       | 13.09,20 |
| 10000 метрів                             | Альберто Кова · Італія                                                                                         | 27.47,54    | Майк Мак-Леод · Велика Британія                                              | 28.06,22 | Майкл Мусьокі · Кенія                                             | 28.06,46 |
| 110 метрів з бар'єрами (вітер: -0,4 м/с) | Роджер Кінгдом · США                                                                                           | 13,20       | Грег Фостер · США                                                            | 13,23    | Арто Брюггаре · Фінляндія                                         | 13,40    |
| 400 метрів з бар'єрами                   | Едвін Мозес · США                                                                                              | 47,75       | Денні Гарріс · США                                                           | 48,13    | Гаральд Шмід · Західна Німеччина                                  | 48,19    |
| 3000 метрів з перешкодами                | Джуліус Корір · Кенія                                                                                          | 8.11,80     | Жозеф Махмуд · Франція                                                       | 8.13,31  | Браян Дрімер · США                                                | 8.14,06  |
| 4×100 метрів                             | США · Рон Браун · Сем Гредді · Карл Льюїс · Келвін Сміт                                                        | 37,83 WR    | Ямайка Алберт Лоуренс Ґреґ Мегу Дон Кверрі Рей Стюарт Норман Едвардс (забіг) | 38,62    | Канада Стерлінг Гіндс Бен Джонсон Тоні Шарп Десай Вільямс         | 38,70    |
| 4×400 метрів                             | США · Рей Армстед · Алонзо Бейберс · Антоніо Маккей · Сандер Нікс · Волтер Маккой (забіг) · Віллі Сміт (забіг) | 2.57,91     | Велика Британія Крісс Акабусі Тодд Беннетт Філіп Браун Гаррі Кук             | 2.59,13  | Нігерія Інносент Егбуніке Ротімі Пітерс Мозес Угбізьєн Сандей Уті | 2.59,32  |
|                                          | |             |                                                                              |          |                                                                   |          |
| Марафон                                  | Карлуш Лопіш · Португалія                                                                                      | 2:09.21 OR  | Джон Трісі · Ірландія                                                        | 2:09.56  | Чарльз Спеддінг · Велика Британія                                 | 2:09.58  |
| Ходьба 20 кілометрів                     | Ернесто Канто · Мексика                                                                                        | 1:23.13 OR  | Рауль Гонсалес · Мексика                                                     | 1:23.20  | Мауріціо Дамілано · Італія                                        | 1:23.26  |
| Ходьба 50 кілометрів                     | Рауль Гонсалес · Мексика                                                                                       | 3:47.26     | Бо Густафссон · Швеція                                                       | 3:53.19  | Сандро Беллуччі · Італія                                          | 3:53.45  |
|                                          | |             |                                                                              |          |                                                                   |          |
| Стрибки у висоту                         | Дітмар Мегенбург · Західна Німеччина                                                                           | 2,35        | Патрік Шеберг · Швеція                                                       | 2,33     | Чжу Цзяньхуа · Китай                                              | 2,31     |
| Стрибки з жердиною                       | П'єр Кінон · Франція                                                                                           | 5,75        | Майк Таллі · США                                                             | 5,65     | Ерл Белл · США Тьєррі Віньєрон · Франція                          | 5,60     |
| Стрибки у довжину                        | Карл Льюїс · США                                                                                               | 8,54        | Гарі Хані · Австралія                                                        | 8,24     | Джованні Еванджелісті · Італія                                    | 8,24     |
| Потрійний стрибок                        | Ел Джойнер · США                                                                                               | 17,26       | Майк Конлі · США                                                             | 17,18    | Кіт Коннор · Велика Британія                                      | 16,87    |
| Штовхання ядра                           | Алессандро Андреї · Італія                                                                                     | 21,26       | Майк Картер · США                                                            | 21,09    | Дейв Лаут · США                                                   | 20,97    |
| Метання диска                            | Рольф Даннеберг · Західна Німеччина                                                                            | 66,60       | Мак Вілкінс · США                                                            | 66,30    | Джон Павелл · США                                                 | 65,46    |
| Метання молота                           | Юха Тіайнен · Фінляндія                                                                                        | 78,08       | Карл-Ганс Рім · Західна Німеччина                                            | 77,98    | Клаус Плокгаус · Західна Німеччина                                | 76,68    |
| Метання списа                            | Арто Хяркенен · Фінляндія                                                                                      | 86,76       | Девід Оттлі · Велика Британія                                                | 85,74    | Кент Ельдебрінк · Швеція                                          | 83,72    |
|                                          | |             |                                                                              |          |                                                                   |          |
| Десятиборство                            | Дейлі Томпсон · Велика Британія                                                                                | 8798        | Юрген Хінгсен · Західна Німеччина                                            | 8673     | Зігфрід Вентц · Західна Німеччина                                 | 8412     |

### Жінки
| Дисципліни                               | Золото | Золото     | Срібло                                                                                 | Срібло  | Бронза | Бронза  |
| ---------------------------------------- | --- | ---------- | -------------------------------------------------------------------------------------- | ------- | --- | ------- |
| 100 метрів (вітер: -1,2 м/с)             | Евелін Ешфорд · США | 10,97 OR   | Еліс Браун · США                                                                       | 11,13   | Мерлін Отті-Пейдж · Ямайка                                                                                                | 11,16   |
| 200 метрів (вітер: 1,46 м/с)             | Валері Бріско-Гукс · США                                                                                               | 21,81 OR   | Флоренс Гріффіт · США                                                                  | 22,04   | Мерлін Отті-Пейдж · Ямайка                                                                                                | 22,09   |
| 400 метрів                               | Валері Бріско-Гукс · США                                                                                               | 48,83 OR   | Чандра Чізборо · США                                                                   | 49,05   | Кейті Кук · Велика Британія                                                                                               | 49,43   |
| 800 метрів                               | Дойна Мелінте · Румунія                                                                                                | 1.57,60    | Кім Галлахер · США                                                                     | 1.58,63 | Фіца Ловін · Румунія | 1.58,83 |
| 1500 метрів                              | Габріелла Доріо · Італія                                                                                               | 4.03,25    | Дойна Мелінте · Румунія                                                                | 4.03,76 | Марічіка Пуйке · Румунія                                                                                                  | 4.04,15 |
| 3000 метрів                              | Марічіка Пуйке · Румунія                                                                                               | 8.35,96 OR | Венді Слай · Велика Британія                                                           | 8.39,47 | Лінн Вільямс · Канада | 8.42,14 |
| 100 метрів з бар'єрами (вітер: -0,7 м/с) | Беніта Фітцджеральд-Браун · США                                                                                        | 12,84      | Ширлі Стронг · Велика Британія                                                         | 12,88   | Кім Тернер · США | 13,06   |
| 400 метрів з бар'єрами                   | Наваль ель Мутавакель · Марокко                                                                                        | 54,61      | Джуді Браун · США                                                                      | 55,20   | Крістіяна Кожокару · Румунія                                                                                              | 55,41   |
| 4×100 метрів                             | США · Еліс Браун · Джанетт Болдон · Чандра Чізборо · Евелін Ешфорд                                                     | 41,65      | Канада Анджела Бейлі Маріта Пейн Анджелла Тейлор-Іссаєнко Франс Гаро                   | 42,77   | Велика Британія Сімон Джекобс Кейті Кук Беверлі Коллендер Гезер Гант                                                      | 43,11   |
| 4×400 метрів                             | США · Ліллі Лезервуд · Шеррі Говард · Валері Бріско-Гукс · Чандра Чізборо · Даян Діксон (забіг) · Денін Говард (забіг) | 3.18,29    | Канада Чармейн Крукс Джилліан Річардсон Моллі Кіллінгбек Маріта Пейн Дана Райт (забіг) | 3.21,21 | ФРН Гайке Шульте-Маттлер Уте Тімм Гайді-Ельке Гаугель Габі Буссманн Ніколь Ляйстеншнайдер (забіг) Крістіна Суссік (забіг) | 3.22,98 |
|                                          | |            |                                                                                        |         | |         |
| Марафон                                  | Джоан Бенуа · США | 2:24.52    | Грете Вайтц · Норвегія                                                                 | 2:26.18 | Роза Мота · Португалія | 2:26.57 |
|                                          | |            |                                                                                        |         | |         |
| Стрибки у висоту                         | Ульріке Мейфарт · Західна Німеччина                                                                                    | 2,02       | Сара Сімеоні · Італія                                                                  | 2,00    | Джоні Гантлі · США | 1,97    |
| Стрибки у довжину                        | Анішоара Кушмір · Румунія                                                                                              | 6,96       | Валі Іонеску · Румунія                                                                 | 6,81    | Сьюзен Герншоу · Велика Британія                                                                                          | 6,80    |
| Штовхання ядра                           | Клаудія Лош · Західна Німеччина                                                                                        | 20,48      | Міхаела Логін · Румунія                                                                | 20,47   | Гел Малголл · Австралія                                                                                                   | 19,19   |
| Метання диска                            | Рія Сталман · Нідерланди                                                                                               | 65,36      | Леслі Деніз · США                                                                      | 64,86   | Флоренца Кречунеску · Румунія                                                                                             | 63,64   |
| Метання списа                            | Тесса Сандерсон · Велика Британія                                                                                      | 69,56 OR   | Тійна Ліллак · Фінляндія                                                               | 69,00   | Фатіма Вітбред · Велика Британія                                                                                          | 67,14   |
|                                          | |            |                                                                                        |         | |         |
| Семиборство                              | Глініс Нанн · Австралія                                                                                                | 6390 OR    | Джекі Джойнер · США                                                                    | 6385    | Сабіне Евертс · Західна Німеччина                                                                                         | 6363    |

## Медальний залік
| Місце | Країна          | Золото | Срібло | Бронза | Загалом |
| ----- | --------------- | ------ | ------ | ------ | ------- |
| 1     | США             | 16     | 15     | 9      | 40      |
| 2     | ФРН             | 4      | 2      | 5      | 11      |
| 3     | Велика Британія | 3      | 7      | 6      | 16      |
| 4     | Румунія         | 3      | 3      | 4      | 10      |
| 5     | Італія          | 3      | 1      | 3      | 7       |
| 6     | Фінляндія       | 2      | 1      | 1      | 4       |
| 7     | Мексика         | 2      | 1      | 0      | 3       |
| 8     | Марокко         | 2      | 0      | 0      | 2       |
| 9     | Франція         | 1      | 1      | 2      | 4       |
| 10    | Австралія       | 1      | 1      | 1      | 3       |
| 11    | Португалія      | 1      | 0      | 2      | 3       |
| 12    | Кенія           | 1      | 0      | 1      | 2       |
| 13    | Бразилія        | 1      | 0      | 0      | 1       |
| 13    | Нідерланди      | 1      | 0      | 0      | 1       |
| 15    | Канада          | 0      | 2      | 3      | 5       |
| 16    | Швеція          | 0      | 2      | 1      | 3       |
| 17    | Ямайка          | 0      | 1      | 2      | 3       |
| 18    | Ірландія        | 0      | 1      | 0      | 1       |
| 18    | Кот-д'Івуар     | 0      | 1      | 0      | 1       |
| 18    | Норвегія        | 0      | 1      | 0      | 1       |
| 18    | Швейцарія       | 0      | 1      | 0      | 1       |
| 22    | КНР             | 0      | 0      | 1      | 1       |
| 22    | Нігерія         | 0      | 0      | 1      | 1       |
| 22    | Іспанія         | 0      | 0      | 1      | 1       |